# Mangyans
Els Mangyans és el nom genèric que es dona als vuit grups indígenes de l'illa de Mindoro, al sud-oest de l'illa de Luzon, a les Filipines, tot i que cadascun té el seu nom tribal, la seva llengua i la seva cultura pròpies. La població total seria aproximadament de 280.000, malgrat que és difícil establir un cens oficial a causa de les condicions remotes d'aquestes àrees i de l'aïllament dels grups tribals amb poc o nul contacte amb la resta del món.
Els grups ètnics de l'illa són, de nord a sud: Irayes, Alangans, Tadyawans, Tawbuids (anomenats Batangan pels habitants de les terres baixes de l'oest de l'illa), Buhids, i Hanunoos. Un grup addicional de la costa del sud és anomenat Ratagnon. Sembla que són habituals els matrimonis interètnics amb els habitants de les terres baixes. El grup de l'est de Mindoro conegut com a Bangon pot ser un subgrup de Tawbuid, ja que parlen el dialecte 'occidental' d'aquella llengua. També tenen una mena de literatura anomenada Ambahan.

## Orígens
Els Mangyans eren antigament els únics habitants de Mindoro. Al principi habitaven la zona costanera, però van emigrar cap a l'interior i les muntanyes per evitar la presència i la influència dels colons forasters, tant els tagàlogs com els espanyols, els seus saquejos i conversions religioses, i les batudes dels Moros (que assaltaven poblaments espanyols per propòsits religiosos, i per satisfer la demanda de treball esclau). Avui, els Mangyans viuen aïllats en zones remotes de Mindoro però ocasionalment baixen a la plana costanera per tal de fer comerç. El seu mitjà de subsistència és la recol·lecció dels seus propis cultius i fruites i la caça. Hi ha un grup de Mangyans del sud de Mindoro que s'anomenen a ells mateixos Hanunuo Mangyans, és a dir, "els veritables", "purs" o "genuïns", un terme que utilitzen per accentuar el fet que són estrictes en la preservació de les tradicions i pràctiques ancestrals.
Abans de l'arribada dels espanyols a Mindoro hi havia hagut una gran relació comercial amb la Xina, com demostren milers d'evidències arqueològiques trobades a Puerto Galera i en referències escrites xineses. Amb la colonització espanyola la població es va dividir entre els Iraya Mangyans, que es van aïllar de la cultura dels espanyols, i els cristians de les terres baixes, que es van sotmetre a la nova dominació i a les seves creences. Aquests dos grups només interaccionaven pel comerç intercanviant productes del bosc dels mangyans i béns de consum dels habitants de les terres baixes.
Malgrat que s'han classificat com una sola tribu, els mangyans presenten nombroses diferències entre ells. Pel que fa a l'avenç tecnològic, atenent a les dues subdivisions geogràfiques, les tribus del sud són més avançades en la tècnica del teixit, la ceràmica i el sistema d'escriptura. Les tribus del nord, d'altra banda, tenen unes formes de vida més senzilles. La llengua, com la resta de les llengües de les Filipines, pertanyen a la família austronèsia. Tanmateix, encara que es defineixin com un sol grup ètnic, les tribus parlen llengües diferents. De mitjana, només comparteixen un 40% del seu vocabulari. Les tribus també tenen diferències en l'aspecte físic i etnogenètiques: Els iraya tenen característiques australoides; els tadyawan són principalment mongoloides; i els hanunoo semblen proto-malais.
Una altra diferència entre tribus és la data de la seva arribada a les Filipines. Una teoria suggereix que les tribus del sud ja habitaven l'illa al 900 dC mentre que es creu que les tribus del nord van arribar centenars d'anys més tard. Les autoritats espanyoles havien documentat la seva existència des de la seva arribada al segle xvi. Tanmateix, els historiadors suggereixen que el Mangyans podrien haver estat els primers filipins que van comerciar amb els xinesos. Les evidències d'aquesta relació s'han trobat en les coves funeràries, tals com peces de porcellana i abundants peces de ceràmica. Tanmateix, no s'ha fet gaire recerca etnogràfica excepte les diferències tribals i lingüístiques que poden dirigir a la indicació que les tribus poden ser classificades per separat.

## Cultura i pràctiques
Els mangyans vivien en societats pacífiques en comparació amb les tribus de caçadors de caps del nord de Luzon i les bel·licoses tribus guerreres del sud. Des de l'antropologia s'ha llançat la teoria que algunes societats esdevenen pacífiques perquè el seu sistema de normes i valors premia el comportament pacífic però desaprova els comportaments agressius i impulsius. Les societats pacífiques es caracteritzen per una organització social igualitària sense competència d'estatus entre homes i amb una relació no asimètrica entre homes i dones. Una altra teoria postula que les poblacions s'adapten, això oferiria una explicació més lògica del fet que els Mangyans van preferir retrocedir cap a l'interior. Accepten pacíficament la submissió quan s'acaren amb els colons de les terres baixes, missioners, comerciants i funcionaris.
Els mangyan es dediquen principalment a l'agricultura de subsistència, i planten una varietat de patata dolça, arròs de muntanya (cultiu sec), i taro. També cacen animals petits i porcs salvatges. Molts dels que tenen contacte proper amb els filipins de les terres baixes mercadegen les seves collites tals com plàtans i gingebre.
Les seves llengües són mútuament inintel·ligibles, encara que comparteixen part del lèxic i l'ús de l'escriptura Hanunó'o, molt propera al Tawbuid i Buhid, i es diferencia d'altres llengües filipines pel fet de tenir el fonema /f/; el tawbuid es divideix en dialectes orientals i occidentals; el tawbuid occidental és segurament l'única llengua filipina que no té cap consonant glotal, no disposa de /h/ ni /ʔ/.
La seva visió religiosa tradicional del món és principalment animistica; al voltant d'un 10% ha abraçat el cristianisme, tant el catolicisme com el protestantisme evangèlic (El Nou Testament ha estat publicat en sis de les llengües Mangyan).

## Religió Mangyan indígena
Els Mangyan tenen un sistema de creences espirituals complexes que inclouen les deïtats següents:
- Mahal na Makaako – El Ser Suprem que va donar vida a tots els éssers humans merament per mirar fixament a ells.
- Binayi – L'amo d'un jardí on resten els esperits.
- Binayo – És un esperit sagrat femení que té cura dels esperits de l'arròs o kalag paray. Està casada amb Bulungabon. Els kalag paray s'han de satisfer per assegurar una collita abundosa. Per això hi ha uns rituals específics per a cada fase del cultiu de l'arròs. Alguns d'aquests rituals són el panudlak, el ritu de la sembra; el ritu de la plantada; i els ritus de la collita que consisteixen en el magbugkos o nuats de tiges d'arròs, i el pamag-uhan, posterior a la collita.
- Bulungabon – Esperit assistit per 12 gossos feroços. Les ànimes pecadores són empaitades per aquests gossos i finalment ofegades en una caldera d'aigua bullent. És el marit de Binayo .

## Artesania
El indígenes mangyans confeccionen una gran varietat d'utensilis de rica artesania que, mostra de la seva cultura i comerç. Els habitants del sud de Mindoro a l'era pre-hispànica destacaven en l'art de teixir, la ceràmica i sistema d'escriptura. La roba és diferent segons el gènere. Els homes porten generalment un tapall mentre mentre que les dones porten una faldilla i una camisa. Els teiixits són tenyits en blau indi i tenen un disseny brodat anomenat pakudos a la part del darrere i també a les bosses de roba.
El seu sistema d'escriptura pre-hispànic anomenat buhid, burat mangyan o mangyan baybayin, és un abugida de la família bràmica. Actualment encara s'utilitza i s'ensenya en escoles mangyan de Mindoro oriental. Els Hanunó'os també conreen la seva poesia tradicional anomenada Ambahan, una expressió poètica rítmica amb un metre de set síl·labes que s'expressa recitada o cantada i escrita sobre bambú.